# Alan Rollinson
Alan Rollinson, britanski dirkač Formule 1, * 15. maj 1943, Walsall, Staffordshire, Anglija, Združeno kraljestvo, † 2. junij 2019.
Alan Rollinson je pokojni britanski dirkač Formule 1. V svoji karieri je nastopil le na domači dirki za Veliko nagrado Velike Britanije v sezoni 1965, ko se mu z dirkalnikom Cooper T71/73 ni uspelo kvalificirati na dirko.

## Popolni rezultati Formule 1
(legenda) (odebeljene dirke pomenijo najboljši štartni položaj, poševne pa najhitrejši krog, †-uvrščen kljub odstopu)
| Leto | Moštvo        | Šasija        | Motor           | 1   | 2   | 3   | 4   | 5      | 6   | 7   | 8   | 9   | 10  | Prv | Toč |
| ---- | ------------- | ------------- | --------------- | --- | --- | --- | --- | ------ | --- | --- | --- | --- | --- | --- | --- |
| 1965 | Gerard Racing | Cooper T71/73 | Ford Straight-4 | JAR | MON | BEL | FRA | VB DNQ | NIZ | NEM | ITA | ZDA | MEH | -   | 0   |